# Aerostar Ukraine
Aerostar Airlines (Oekraïens: Українська авіаційна компанія «Аеростар») is een Oekraïense luchtvaartmaatschappij met haar thuisbasis in Kiev.

## Geschiedenis
Aerostar Airlines is opgericht in 1997. De maatschappij is gevestigd op het vliegveld Kiev-Zhulyany. Het is een chartermaatschappij, die zich vooral richt op VIP vervoer.

## Vloot
De vloot van Aerostar Airlines bestaat uit:(jan 2008)
- 4 Yakolev Yak-40 ()
- 1 Yakolev Yak-40K
- 2 Dassault Falcon 20
- 1 Dornier-328 Jet
- 1 Beech Super King Air 300